# Eduard Zanantoni
Eduard Zanantoni (15. prosince 1862 – 27. května 1933) byl rakousko-uherský polní podmaršál, který byl v říjnových dnech roku 1918 velitelem pražské vojenské posádky.

## Život
Pocházel z Uher. Po základní škole nastoupil na Tereziánskou vojenskou akademii ve Vídeňském Novém Městě. Po jejím absolvování a dosažení hodnosti poručíka v roce 1882 byl přidělen nejprve k 2. pluku polního dělostřelectva a potom k 19. divizi těžké artilerie. Už jako nadporučík (1888) byl později přidělen ke generálnímu štábu rakousko-uherské armády, poté působil jako štábní důstojník u různých posádek. V roce 1900 dosáhl hodnosti majora a jako plukovník (1907) byl v letech 1907–1912 šéfem štábu 13. armádního sboru v Záhřebu.
Ve štábu působil až do začátku 1. světové války a postupně dosáhl hodnosti generálmajora, do které byl povýšen v roce 1912. V letech 1912–1914 byl velitelem 9. dělostřelecké brigády v Litoměřicích. Po vypuknutí války v roce 1914 byl jmenován velitelem 29. pěší divize, ale už v roce 1915 byl převelen z fronty do Prahy, kde se stal zástupcem velitele městské posádky. V roce 1915 byl také povýšen do hodnosti polního podmaršála.
V roce 1917 odešel do důchodu, ale v říjnu 1918 byl na pozici velitele pražské posádky znovu povolán. 14. října, na kdy Socialistická rada svolala generální stávku a očekávaly se rozsáhlé demonstrace spojené s vyhlášením republiky, povolal do Prahy vojenské posily a nechal rozestavit na 29 místech strojní pušky. Národní výbor byl o těchto opatřeních včas informován; stávka proběhla úspěšně (v Praze se do ní zapojilo asi 35 tisíc dělníků), ale k násilí či krveprolití nedošlo.
Během vojenské služby obdržel řadu vyznamenání. Byl komturem Řádu Františka Josefa, rytířem Leopoldova řádu, nositelem Řádu železné koruny III. třídy, dále držitelem dvou stupňů Vojenského záslužného kříže a Vojenské záslužné medaile. Několik ocenění získal i v zahraničí, byl nositelem Řádu pruské koruny, německého Řádu červené orlice a italského Řádu sv. Mořice a Lazara.
Po zániku monarchie žil penzionovaný voják v Dubí. Působil tu ve spolku vojenských veteránů a podílel se významně na veřejné sbírce, z jejíhož výtěžku měl být v Dubí postaven pomník padlým v 1. světové válce. To se podařilo až krátce po Zantoniho smrti roku 1933 (pomník od teplického sochaře Friedricha Watzka stál v Dubí u Horního Mlýna až do roku 1945).